# ヴェロニカ・マーズ ［ザ・ムービー］
『ヴェロニカ･マーズ ［ザ･ムービー］』（Veronica Mars）は、ロブ・トーマス監督・脚本・製作、ダイアン・ルッジェーロ共同脚本による2014年公開のアメリカ合衆国のネオ・ノワール・ミステリ・ドラマ映画である。トーマス企画によるUPN/CWの同名のテレビシリーズの映画化であり、テレビと同じくクリスティン・ベルがタイトルキャラクターを演じ、さらにプロデューサーの1人を務める。
撮影は2013年7月16日より始まり、2014年3月14日に公開された。また、同日よりワーナー・オンデマンドで配信されている。

## キャスト
- クリスティン・ベル - ヴェロニカ・マーズ（英語版）[6]
- パーシー・ダッグズ三世 - ウォレス・フェンネル（英語版）[6]
- ジェイソン・ドーリング - ローガン・エコールス（英語版）[6]
- フランシス・キャプラ - イーライ・"ウィーヴィル"・ナヴァーロ（英語版）[6]
- ライアン・ハンセン - ディック・カサブランカス（英語版）[7]
- ティナ・マジョリーノ - シンディ・"マック"・マッケンジー（英語版）[6]
- クリス・ローウェル - ストッシュ・"ピズ"・ピツナスキ（英語版）[6]
- エンリコ・コラントーニ - キース・マーズ（英語版）[6]
- ケン・マリーノ - ヴィニー・ヴァンロウ（英語版）[8]
- クリステン・リッター - ジア・グッドマン[9]
- マックス・グリーンフィールド - レオ・ダマト[10]
- アンドレア・エステラ - キャリー・ビショップ[11]
- サム・ハンティントン - ルーク・ホールドマン[6]
- クリスティーン・レイキン - スーザン・ナイト[12]
- アマンダ・ノレ（英語版） - マディソン・シンクレア[6]
- ダラン・ノリス - クリフ・マコーマック[7]
- デュエイン・ダニエルズ - ヴァン・クレモンス[13]
- ブランドン・ヒロック - デプティ・サックス[7]
- ジョナサン・チェスナー - コーニー[7]
- ケヴィン・シェリダン - ショーン・フリードリヒ[7]
- マーティン・スター - ステュー・"コブ"・コブラー[8]
- ギャビー・ホフマン - ルビー・ジェットソン[14]
- ジェリー・オコンネル - ダン・ラム保安官[15]
- ジェイミー・リー・カーティス- 法律事務所の面接官[16]

カメオ出演
- ジャスティン・ロング - ドランケン・ウイングマン[17]
- ジェームズ・フランコ - 本人役[18]

## 製作

### 企画
テレビシリーズが打ち切られると、ロブ・トーマスは続編となる長編映画の脚本を書いたが、その当時にワーナー・ブラザースは資金提供をしないことに決定した。2013年3月13日、トーマスとクリスティン・ベルはKickstarterを通して映画製作のための資金調達運動を開始し、10ドル以上寄付した者には様々な特典が贈られた。キャンペーンのプロモーションビデオにはベル、トーマス、エンリコ・コラントーニ、ライアン・ハンセン、ジェイソン・ドーリングが登場し、開始から10時間以内で目標額の200万ドルに達した。初日のうちに200万ドルに達したのはKickstarter史上最速の記録であり、同サイトで最も成功した映画プロジェクトとなった。キャンペーン最終日には、本プロジェクトは以前に『Double Fine Adventure』が保有していたKickstarterの記録の多くを破った。Kickstarterでのキャンペーンは4月13日に終了し、累計で9万1585人から570万2153ドルを集めた。
4月5日にトーマスは脚本の初稿を完成させた。4月初頭、ローガン・エコールス役のジェイソン・ドーリングが出演契約を交わした。5月、エンリコ・コラントーニがキース・マーズを再演することを明かした。6月、パーシー・ダッグズ三世、クリス・ローウェル、フランシス・キャプラがそれぞれウォレス・フェンネル役、ストッシュ・"ピズ"・ピツナスキ役、イーライ・"ウィーヴィル"・ナヴァーロ役に復帰することが発表された。同月、サム・ハンティントン（ルーク役）、アマンダ・ノレ（マディソン・シンクレア役）、ダラン・ノリス（クリフ・マコーマック）役、ティナ・マジョリーノ（シンディ・"マック"・マッケンジー役）でキャストに加わった。

### 撮影
主要撮影は2013年6月17日にロサンゼルスで始まり、28日間続いた。撮影に使用された28箇所には、サンタモニカ・ピア、ビンセント・トーマス・ブリッジ、ヒギンス・ビルディングのThe Edisonが含まれた。またアート地区やロングビーチでも撮影された。

## 公開
2014年3月14日にワーナー・ブラザース配給で全米291館で公開された。
2013年7月19日にコミコン・インターナショナルで予告編が初公開された。